# Taganka-Theater

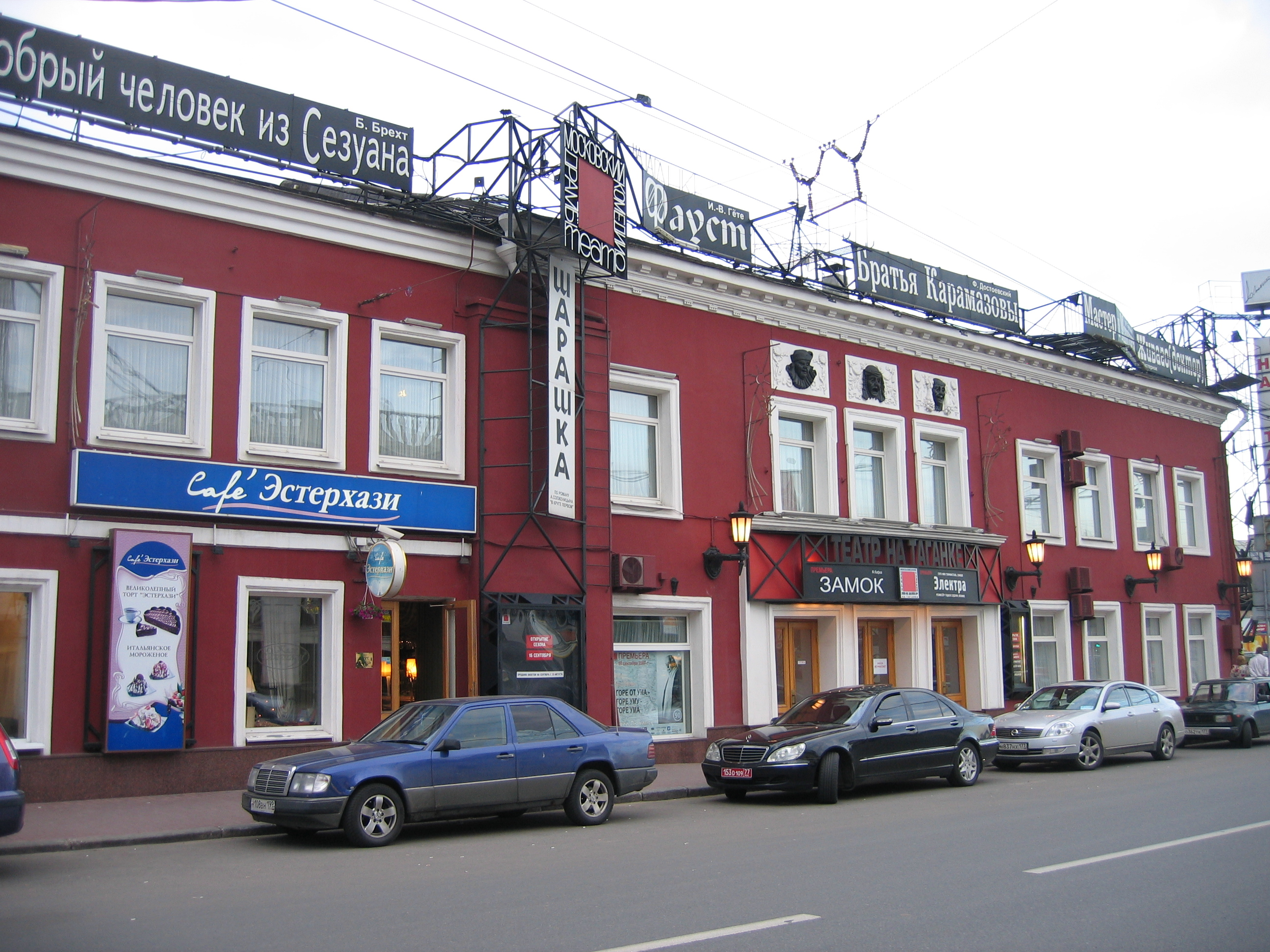
Der Altbau des Theatergebäudes

Das Taganka-Theater (russisch Театр на Таганке) ist ein bekanntes Schauspielhaus in der russischen Hauptstadt Moskau. Es befindet sich im Zentrum der Stadt, am Gartenring neben der Metro-Station Taganskaja (Stadtteil Taganski).

## Geschichte
Das Theater wurde im Jahre 1964 von Juri Ljubimow, einem Regisseur und Lehrer der Moskauer Schtschukin-Theaterhochschule, gegründet. Die Truppe bestand anfangs aus einigen Studenten Ljubimows, das Theater hieß ursprünglich Moskauer Theater für Drama und Komödie (Московский театр драмы и комедии), und das erste dort aufgeführte Stück war Der gute Mensch von Sezuan von Bertolt Brecht. Im Laufe der Jahre gewann das Theater dank guter Nachwuchsschauspieler und breitem Repertoire an Popularität und geriet immer wieder auch in Konflikt mit der Staatsmacht, die für einige Stücke Aufführungsverbot verhängt hatte. Dies führte 1984 zur Ausreise Ljubimows aus der Sowjetunion in den Westen. Nach seiner Rückkehr setzte er sich jedoch trotz interner Streitigkeiten der Theatertruppe, die 1992 zu deren Aufsplittung führte, erfolgreich für die Erhaltung des Theaters ein.
In den Jahren 1974–83 wurde das Theater ohne Unterbrechung der Aufführungen um einen Zuschauersaal mit 770 Sitzplätzen erweitert. Der Neubau wurde von den Architekten J. Gnedowskij, A. Anisimow, A. Etschjeistow, B. Taranzow und S. Uljanowa entworfen.

## Bekannte Schauspieler
Im Laufe des Bestehens des Taganka-Theaters hatten dort unter anderem folgende Schauspieler mitgewirkt:
- Alla Demidowa
- Leonid Filatow
- Leonid Jarmolnik
- Weniamin Smechow
- Waleri Solotuchin
- Wladimir Wyssozki

## Bekannte Aufführungen
- 1964: Brechts Der gute Mensch von Sezuan
- 1964: Lermontows Ein Held unserer Zeit
- 1965: John Reeds 10 Tage, die die Welt erschütterten
- 1966: Brechts Leben des Galilei
- 1968: Molières Tartuffe
- 1969: Maxim Gorkis Die Mutter
- 1971: Shakespeares Hamlet
- 1975: Tschechows Der Kirschgarten
- 1977: Bulgakows Der Meister und Margarita
- 1979: Dostojewskis Schuld und Sühne
- 1982: Puschkins Boris Godunow
- 1984: Gorkis Nachtasyl
- 1992: Sophokles Elektra
- 1996: Dostojewskis Der Jüngling